# اوا ویلیجز (هاوایی)
اوا ویلیجز (به انگلیسی: Ewa Villages) یک منطقهٔ مسکونی در ایالات متحده آمریکا است که در هاوایی واقع شده‌است. اوا ویلیجز ۲٫۹ کیلومتر مربع مساحت و ۶٬۱۰۸ نفر جمعیت دارد و ۱۸ متر بالاتر از سطح دریا واقع شده‌است.